# Liberálně demokratická strana (Československo)
Liberálně demokratická strana byla politická strana zaregistrovaná v lednu 1990 hlásící se svým názvem k liberalismu. Liberálně demokratická strana byla zrušena dobrovolným rozpuštěním v roce 1992.

## Vývoj
Kořeny Liberálně demokratické strany je třeba hledat již před rokem 1989 v Demokratické iniciativě, resp. v Československé demokratické iniciativě. Demokratická iniciativa vznikla v roce 1987. U jejího zrodu stáli odpůrci komunistického režimu z řad disentu, kteří současně nebyli spokojeni s vývojem protikomunistické opozice, zejména s povahou Charty 77. Trnem v oku jim byla snaha o apolitičnost, nacházející vyjádření v pojmenování „nepolitická politika“. Zakladateli Demokratické iniciativy byli někteří „realisté“ z řad disentu, kteří nesouhlasili s odmítáním politiky coby nástroje společenských změn a představovali – coby skupina – nelevicově orientovanou část disentu. Mezi hlavní představitele se řadí Emanuel Mandler, Bohumil Doležal a Karel Štindl.
Jejich postoj se odrazil v aktivitách Demokratické iniciativy, která již krátce po svém založení adresovala komunistickému parlamentu výzvu k demokratizaci a pluralizaci společnosti. S ohledem na legislativní rámec tehdejšího státu Demokratická iniciativa postrádala možnost fungovaní coby politická strana. Jelikož ale v říjnu 1988 vydala programové prohlášení, lze ji považovat za kvazistranu. Ještě předtím – v září 1989 – změnila Demokratická iniciativa svůj název na Československou demokratickou iniciativu.
11. listopadu 1989 se pak Československá demokratická iniciativa sama prohlásila politickou stranou a požádala o registraci přímo ministra vnitra ČSSR, tedy mimo zákonem určenou právní cestu. Podle zprávy ČTK z 2. prosince 1989 měla Československá demokratická iniciativa 2000 členů, převážně dělníků a intelektuálů. Ministerstvo nakonec stranu zaregistrovalo v lednu 1990, od června 1990 pod názvem Liberálně demokratická strana. Předsedou byl Emanuel Mandler.
Strana se musela vyrovnat s existencí Občanského fóra, pod jehož křídly se představitelé strany dostali ve volbách 1990 do parlamentu. Osobní ambice vedoucích představitelů strany však zapříčinily, že se strana s OF rozešla krátce po parlamentních volbách. Nevhodnost takového postupu se ukázala na slabých výsledcích komunálních voleb v témže roce, což vedlo v listopadu 1991 ke změně předsednictva. Do čela strany nastoupila Viktorie Hradská, představitelka té části strany, která již delší dobu aktivně usilovala o spojení s Občanskou demokratickou aliancí (ODA). To se uskutečnilo v březnu 1992. Liberálně demokratická strana byla zrušena dobrovolným rozpuštěním s likvidací. Část členů s likvidací nesouhlasila, ale strana jako taková fakticky zanikla.